# Grauameisenschlüpfer
Der Grauameisenschlüpfer (Myrmotherula menetriesii) oder auch Blassgraue Ameisenschlüpfer  zählt innerhalb der Familie der Ameisenvögel (Thamnophilidae) zur Gattung Myrmotherula.
Die Art kommt in Bolivien, Brasilien, Ecuador, Französisch-Guayana, Guyana, Kolumbien, Peru, Suriname und Venezuela vor.
Das Verbreitungsgebiet umfasst Terra Firme, Übergangszonen sowie immergrüne Wälder bis 500, mitunter bis 1000 m Höhe.
Der lateinische Artzusatz bezieht sich auf Édouard Ménétries.

## Merkmale

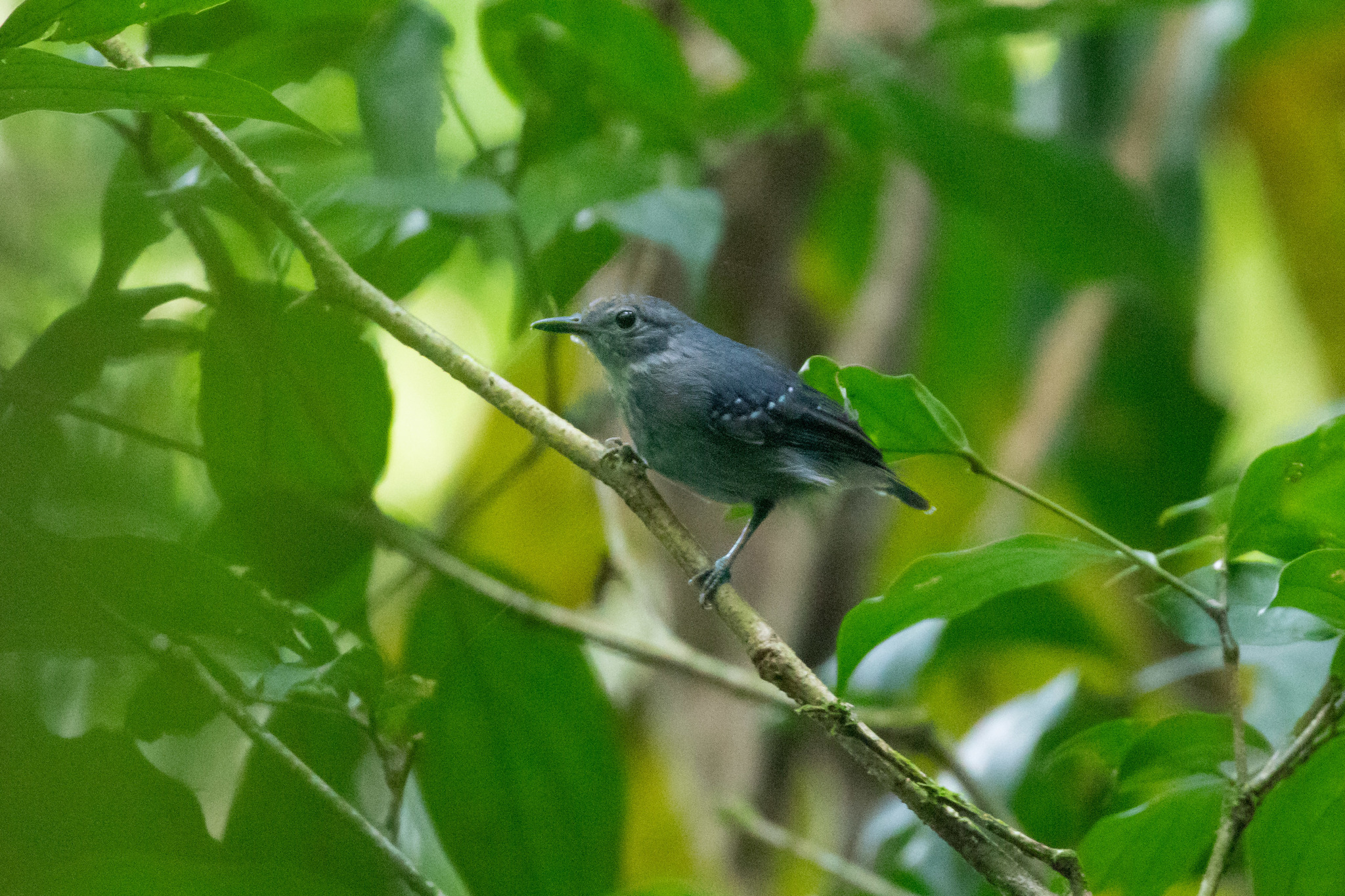
Grauameisenschlüpfer

Der Vogel ist 9 bis 10 cm groß und wiegt zwischen 8 und 9 g. Das Männchen ist bläulich grau mit blasserer Unterseite, relativ langem Schwanz mit weißen Spitzen und blasser Kehle. Die Flügeldecken haben weiße Spitzen und schwarze Bänderung. Das Weibchen hat keine Markierungen auf den Flügeln, ist blass gelbbraun gefiedert auf Brust und Unterseite. Jungvögel ähneln dem Weibchen, sind aber insgesamt dunkler.

## Geografische Variation

Verbreitungsgebiet des Grauameisenschlüpfers (grün)

Es werden folgende Unterarten anerkannt:
- M. m. pallida Berlepsch & E. J. O. Hartert, 1902 – Ostkolumbien und Südwestvenezuela bis Nordostperu und Nordwestbrasilien
- M. m. cinereiventris P. L. Sclater & Salvin, 1868 – Ostvenezuela, Guyana und Nordostbrasilien nördlich des Amazonas
- M. m. menetriesii (d‘Orbigny, 1837), Nominatform – Ostperu, Nordwestbolivien und Südwestbrasilien
- M. m. berlepschi Hellmayr, 1903 – Amazonasbecken Brasiliens und Nordbolivien
- M. m. omissa Todd, 1927 – Nordostbrasilien südlich des Amazonas

## Stimme
Der Gesang besteht aus auffälligen 10 bis 15 dünnen Tönen, ansteigend und schneller werdend.

## Lebensweise
Die Nahrung besteht aus verschiedenen Insekten, Heuschrecken, Käfern und Spinnen,  die in Paaren, allein oder in Familiengruppen, auch  zusammen mit gemischten Jagdgemeinschaften,  höher im Bewuchs als andere ähnliche Ameisenschlüpfer, meist 6 bis 20 m über dem Erdboden gejagt werden.
Die Brutzeit liegt in Kolumbien und Venezuela im Februar.

## Gefährdungssituation
Der Bestand gilt als nicht gefährdet (Least Concern).